# Амфилиниды
Амфилини́ды (лат. Amphilinidea) — отряд паразитических плоских червей из класса цестод (Cestoda). Насчитывают 8 видов, спорадически встречающихся на всех материках. Взрослые черви паразитируют в полости тела морских и пресноводных костных рыб; исключение составляют Gigantolina elongata, использующие в качестве окончательного хозяина австралийских змеиношейных черепах (Chelodina). В настоящее время амфилинид рассматривают в качестве сестринской группы по отношению к ленточным червям (Eucestoda), противопоставляя третьей группе цестод — гирокотилидам (Gyrocotyloidea).

## Строение

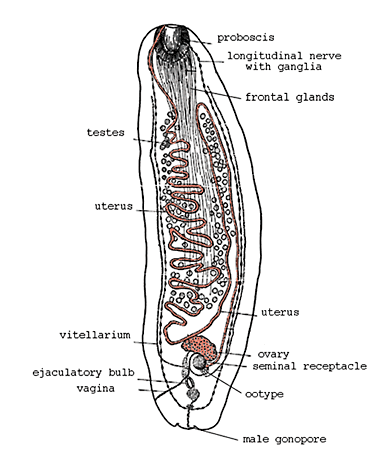
Amphilina foliacea, паразит осетровых

Длина тела половозрелых особей — 2,5—38 см. Форма варьирует от листовидной до ремневидной, окраска белая либо светло-кремовая. В связи с обитанием в полости тела амфилиниды не имеют развитых органов прикрепления, характерных для ленточных червей и гирокотилид, которые вынуждены противостоять перистальтике кишечника хозяина. На переднем конце тела расположен хоботок — способное выворачиваться мускулистое впячивание, куда открываются протоки многочисленных желёз.
Кишечник отсутствует, всасывание пищи осуществляется через покровы. Амфилиниды обладают гермафродитной половой системой. Длинная извитая матка открывается вблизи хоботка: для вывода яиц в воду черви выставляют передний конец тела наружу — либо через целомодукты хозяина, либо разрушая стенку тела.

## Жизненный цикл
Цикл развития червей характеризуется сменой хозяев: в качестве промежуточного хозяина выступают бокоплавы и десятиногие раки, окончательным служат водные позвоночные.
Из проглоченного ракообразным яйца выходит ресничная личинка — ликофора. На заднем конце ликофоры расположены 5 пар подвижных актиновых крючьев, служащих для проникновения через стенку кишечника в полость тела ракообразного. После внедрения ликофора претерпевает метаморфоз, приобретая черты строения взрослой особи. В отличие от ликофор гирокотилид, также обладающих 5 парами крючьев, крайние пары крючьев ликофор амфилинид отличаются от центральных и имеют иное строение, чем аналогичные структуры у других цестод и моногенетических сосальщиков (Monogenoidea).
Для замыкания жизненного цикла ракообразное должно быть съедено окончательным хозяином, из кишечника которого червь перемещается в полость тела, где продолжает расти и достигает половой зрелости. Согласно гипотезе о неотеническом происхождении группы, взрослые амфилиниды соответствуют стадии плероцеркоида в жизненном цикле Eucestoda.